# Martin Laursen
Martin Laursen (Fårvang, 26 de julho de 1977) é um ex-futebolista dinamarquês, que atuava como zagueiro.

## Carreira
Laursen se profissionalizou no Silkeborg, em 1995.
Atuou no Aston Villa da Inglaterra desde a temporada 2003-04, vindo do Milan. Anunciou sua aposentadoria em 15 de maio de 2009, devido as sequentes lesões que sofria.

## Seleção
Martin Laursen integrou a Seleção Dinamarquesa de Futebol na Eurocopa de 2004 e na Copa de 2002.

## Títulos
Milan
- Coppa Italia: 2002–03
- UEFA Champions League: 2002–03
- UEFA Super Cup: 2003
- Serie A: 2003–04